# Juraj Kucka
Juraj Kucka [ˈjuraj ˈkutska] (* 26. Februar 1987 in Bojnice, Tschechoslowakei; heute Slowakei), auch bekannt unter seinem Spitznamen Kuco, ist ein slowakischer Fußballnationalspieler.

## Vereinskarriere
Kucka begann mit dem Fußballspielen bei FK Prievidza, in seiner Jugend spielte er außerdem für Radvaň und FO ŽP Šport Podbrezová. In Podbrezová, das zum damaligen Zeitpunkt in der zweiten slowakischen Liga spielte, debütierte er 2005 auch im Herrenfußball. Anfang 2007 wurde der Mittelfeldspieler vom Erstligisten MFK Ružomberok verpflichtet. Dort spielte sich Kucka umgehend in die Stammelf. In zwei Jahren kam er zu 49 Einsätzen, in denen er acht Tore erzielte.
Im Januar 2009 wechselte Kucka zum tschechischen Spitzenklub Sparta Prag, wo er einen Dreijahresvertrag unterzeichnete. Mit Sparta gewann der Slowake in der Saison 2009/10 die tschechische Meisterschaft. In der Wintertransferperiode wechselte er zum italienischen Klub CFC Genua. Im August 2011 bekam Inter Mailand für 8 Millionen Euro 50 % der Transferrechte, Inter gab Kucka einen Fünf-Jahres-Vertrag, Kucka sollte sicher bis Ende 2011 in Genua bleiben. Inter Mailand besaß die Möglichkeit ihn für die zweite Summe von acht Millionen im Winter 2011/12 endgültig zu verpflichten.
Am 28. August 2015 wechselte Kucka zum AC Mailand. Er unterschrieb einen Vierjahresvertrag bis zum 30. Juni 2019. 2017 folgte der Wechsel in die Türkei zu Trabzonspor. In der Wintertransferperiode 2018/19 wechselte er zu Parma Calcio. Im August 2021 zog er weiter zum englischen Erstligaaufsteiger FC Watford.
Nach dem Abstieg von Watford kehrte er in seine Heimat zurück und spielt nun für ŠK Slovan Bratislava. Die erste Saison konnte er mit dem Meistertitel beenden.

## Nationalmannschaft
Kucka debütierte nach elf Spielen für die slowakische U-21-Auswahl am 19. November 2008 in einem Freundschaftsspiel gegen Liechtenstein in der slowakischen A-Nationalmannschaft. Er stand im Kader der Slowakei für die Endrunde der Fußball-Weltmeisterschaft 2010 in Südafrika.
Bei der Fußball-Europameisterschaft 2016 in Frankreich wurde er in das Aufgebot der Slowakei aufgenommen. In allen vier Partien im Turnier gehörte er zur Stammelf und spielte immer über die volle Spielzeit. Nach der erfolgreichen Gruppenphase schied das Team im Achtelfinale gegen Deutschland aus.
Zur Fußball-Europameisterschaft 2021 wurde er in den slowakischen Kader berufen, kam aber mit diesem nicht über die Gruppenphase hinaus.
Am  8. September 2023 bestritt er im Rahmen der Qualifikation für die EM 2024 als fünfter Slowake sein 100. Länderspiel. Die Slowaken verloren sein Jubiläumsspiel zwar mit 0:1 gegen Portugal, gegen das sie einen Monat später nochmals verloren, da dies aber die einzigen Niederlagen in der Qualifikation waren, konnten sie sich zum dritten Mal in Folge für die EM-Endrunde qualifizieren.

## Erfolge

### Sparta Prag
- Tschechische Meisterschaft: 2010

### AC Mailand
- Italienischer Supercup: 2016

### ŠK Slovan Bratislava
- Slowakische Meisterschaft: 2023 und 2024